# Walter Dieck
Walter Dieck (* 5. Januar 1896 in Wernigerode; † 7. März 1985 in Trier) war ein deutscher Kunsthistoriker. Von 1935 bis 1945 und von 1951 bis 1961 war er Direktor des Städtischen Museums Trier.

## Werdegang
Er war der Sohn des Farbenfabrikanten Max Dieck aus Wernigerode in der preußischen Provinz Sachsen und wuchs in der dortigen Pfarrstraße 56 auf. In Wernigerode besuchte er das Fürst-Otto-Gymnasium, an dem er das Abitur ablegte. Nach Ausbruch des Ersten Weltkrieges wurde er zum Militärdienst einberufen. Danach studierte Walter Dieck Kunstgeschichte und Archäologie an den Universitäten Berlin, München und Halle (Saale) und promovierte. Nachdem er 1924/25 am Landesamt für Denkmalpflege Sachsen in Dresden gearbeitet hatte, war er als wissenschaftlicher Hilfsarbeiter von 1926 bis 1927 am Landesmuseum Oldenburg tätig, daraufhin wechselte er als Assistent an das Städtische Museum nach Erfurt. Zum 1. August 1932 trat er der NSDAP bei (Mitgliedsnummer 1.233.715).
1935 erhielt er den Direktorenposten im Museum der Stadt Trier. Als solcher war er u. a. an der geplanten Einrichtung eines „Großmuseum der Deutschen Westmark“ beteiligt, das alle Museen in der Stadt zusammenfassen und gleichschalten sollte. Daneben war er am Verkauf von Museumsgegenständen beteiligt, die „nichtdeutscher Herkunft“ waren.
Nach Ende des Zweiten Weltkrieges wurde er aufgrund seiner Parteimitgliedschaft von seinem Direktorenposten suspendiert und erhielt ihn 1951 zurück, da er im Entnazifizierungsverfahren als Mitläufer eingestuft wurde. 1961 ging Walter Dieck in Pension.

## Schriften (Auswahl)
- (mit Anton Leidl): Anton Leidl. Gemälde und Aquarelle 13. Oktober 1947 – 14. Nov. 1947. Fischer, Bielefeld 1947.
- Tausend Jahre Trierer Hauptmarkt. Trier 1958.
- (mit Hermann Thörnig): Bildwerke des Stadtmuseums Trier. Eine Auswahl. Trier 1960.
- Trier und die Mosel. Ansichten aus alter Zeit. Honnef/Rh. 1962.